# إيمان عيسى
إيمان عيسى، فنانة فيديو، نحاتة، فنانة تنصيبية ومصورة مصرية. تُقيم ما بين القاهرة ونيويورك. وتشارك في المعارض الفردية والجماعية بالمتاحف والمعارض الدولية مثل متحف الفن الحديث (MoMA) ومتحف سولومون غاغينهايم والمتحف الجديد للفن المعاصر في نيويورك، متحف المنزل 21 (21er Haus) في فيينا، متحف برشلونة للفن المعاصر (MACBA)، متحف بيريز للفن بميامي، بينالي الشارقة الثاني عشر، بينالي برلين الثامن، متحف أنتويرب للفن المعاصر (MuHKA) ببلجيكا، مركز تينستا كونستهال في ستوكهولم، بالسويد ومعهد كونست فيركه (KW) للفن المعاصر في برلين.
احتضنت مؤسسة مركز النحت "SculptureCenter" عملها الفني (ثلاثة وثلاثين قصة حول الشخصيات العقلانية في الأماكن المألوفة) في 2011. كما شاركت بعملها (العناصر المشتركة) في استوديوهات غلاسكو للنحت في 2013، وقد حصلت إيمان عيسى على العديد من الجوائز الدولية الفنية تقديراً لأعمالها الفنية.